# Jacques Kohn
Pour les articles homonymes, voir Kohn.
Jacques (Chelomo) Kohn, né le 30 juin 1929 à Mulhouse et mort le 14 janvier 2012 à Jérusalem, est un magistrat, avocat général français qui a prononcé le réquisitoire lors du procès Villemin de 1993 et érudit juif, éditeur moderne de Rachi.

## Éléments biographiques

### Famille
Jacques Kohn est né à Mulhouse le 30 juin 1929. Son père Samuel Kohn, fondé de pouvoir dans une banque à Paris est né dans le 9e arrondissement de Paris,. La mère de Jacques Kohn est Marguerite Samuel, de Colmar. Elle est née le 19 février 1907 à Saverne, Bas-Rhin et décédée en 1993. Jacques Kohn est l'aîné de sa famille. Il a trois sœurs et un frère.
Le père de Jacques Kohn, Samuel Kohn,  est un membre actif de la synagogue orthodoxe non-consistoriale Adas Yereim, dans le 9e arrondissement de Paris. Pendant la Shoah, il est arrêté le 7 février 1943, lors de la rafle de la rue Sainte-Catherine à Lyon, par la Gestapo, sous les ordres de Klaus Barbie. Il est transféré de Lyon vers le camp de Drancy. Il est déporté par le Convoi no 62, en date du 20 novembre 1943, à Auschwitz, où il est assassiné.
Le rabbin Élie Munk guide les enfants de Samuel Kohn, après sa déportation. Après la guerre, veuve, Maguerite Kohn est secrétaire de direction de l'École Yabné, au 60 Rue Claude-Bernard, dans le 5e arrondissement de Paris. 
Jacques Kohn fait ses études secondaires au Lycée Condorcet, dans son quartier, le 9e arrondissement de Paris. Après la guerre, il passe deux ans à Cleveland, aux États-Unis, à la Yechiva de Telsz.

### Carrière de magistrat
Jacques Kohn devient juge d'instruction à Senlis puis à Mulhouse. Il termine sa carrière en tant que procureur de la République à Dijon. Il y est avocat général lors du procès Jean-Marie Villemin en 1993. Il critique alors sévèrement le premier juge de l'affaire, le juge Lambert : « Il a accumulé des erreurs trop nombreuses pour qu'il me soit possible d'en dresser l' inventaire. » Il requiert à cette occasion  une peine d’au moins dix ans de prison contre Jean-Marie Villemin, meurtrier de Bernard Laroche mais n'obtient que cinq ans dont un an avec sursis.

### L'étude de la Torah à Jérusalem
Après avoir vécu à Mulhouse de 1962 à 1990, il s'installe en 1999 à Jérusalem, où il consacre son temps à l'étude de la Torah et à son enseignement. Il publie une édition appréciée du Houmach avec le commentaire de Rachi aujourd'hui disponible en ligne sur le site Sefarim. Bien que pratiquant un judaïsme orthodoxe, il refuse l'idée de séparer hommes et femmes dans les autobus. De formation juridique, Jacques Kohn répond en juriste à diverses questions liées au judaïsme, sous la forme de Responsa.
Jacques Kohn est l'époux d'Ellen Klopman. Ils ont trois enfants. Il meurt le 14 janvier 2012 à Jérusalem, à l'âge de 82 ans. Il est enterré au Mont des Oliviers.

## Distinction
- Chevalier de la Légion d'honneur, le 13 juillet 1993[13].

## Ouvrages
- Jacques Kohn, Houmach avec Rachi, Jérusalem, Librairie Gallia[14], ouvrage salué en 2009 par le magazine l'Arche d'édition « excellente quoique peu connue »[15]. Le commentaire de Rachi traduit par Jacques Kohn est disponible sur Sefarim[16]. Il s'agit d'une traduction non seulement rigoureuse mais aussi explicitée là où la pensée de Rachi n'est pas immédiatement compréhensible[17].

- Jacques Kohn, « Va, prophétise à Mon peuple », Jérusalem, Emounah, 2003 (présentation en ligne)

## Pour approfondir